# Jocelyn Orejel
Jocelyn Marie "Joss" Orejel Tavares (14 de noviembre de 1996) es una futbolista profesional que juega como defensora o centrocampista para el equipo femenino de la Liga MX Femenil Club Pachuca. Nacida en Estados Unidos, representa al equipo nacional femenino de fútbol de México.

## Carrera
Orejel representó a México en la Copa Mundial Femenina de Fútbol Sub-17 de 2012. Hizo su debut con el equipo nacional el 20 de julio de 2018 en un partido amistoso contra Trinidad y Tobago.

### Carrera Universitaria
| Año       | Equipo             | Partidos | Goles |
| --------- | ------------------ | -------- | ----- |
| 2014–2017 | Colorado Buffaloes | 69       | 2     |

### Carrera Profesional
| Año       | Equipo       | Partidos | Goles |
| --------- | ------------ | -------- | ----- |
| 2018      | LA Galaxy OC | 0        | 0     |
| 2018–2019 | CSFA Ambilly | 19       | 0     |
| 2019–2020 | Tijuana      | 19       | 2     |
| 2020–2025 | América      | 104      | 3     |

### Carrera Internacional
| Año   | Selección     | Partidos | Goles |
| ----- | ------------- | -------- | ----- |
| 2012  | México Sub-17 | 3        | 0     |
| 2015  | México Sub-20 |          |       |
| 2018– | México        | 19       | 0     |

Nota: Las estadísticas pueden estar sujetas a actualizaciones.

## Honores
Club América
- Liga MX Femenil: Clausura 2023